# Diageo
Diageo plc – brytyjski producent napojów alkoholowych.
Firma została założona w 1997. Należy do czołowych producentów alkoholi wysokoprocentowych na świecie (tequila, whisky, wódka). Ma w swoim portfolio marki: Smirnoff (najlepiej sprzedawana wódka na świecie), Johnnie Walker, Baileys (najlepiej sprzedawany na świecie likier), J&B, Lagavulin, Talisker, Singleton. Jest również producentem najpopularniejszego piwa stout – Guinness.